# Курчі-Баші
Курчі Баші (перс. قورچي باشي, також романізовано як Qūrchī Bāshī; також відоме як Khurchbāshi; також відоме просто як Qūrchī) — місто і столиця округу Камаре округу Хомейн провінції Марказі, Іран. За даними перепису 2006 року, його населення становило 1522 особи, що проживали у складі 416 сімей.